# Historia de la República de Irlanda

aquí se ve un mapa en el que en verde sale una foto de reino unido en Europa antes de 1922.

El Estado de Irlanda nació en 1919 como la República Irlandesa de los 32 condados. En 1922, tras separarse del Reino Unido de Gran Bretaña e Irlanda en virtud del Tratado anglo-irlandés, se convirtió en el Estado Libre Irlandés. Comprende 32 condados hasta 6 condados bajo el control de unionistas, optaron por no participar. La constitución de 1937 cambió el nombre del Estado a simplemente "Irlanda". En 1949, solo 26 condados se convirtieron explícitamente en república según los términos de la Ley de la República de Irlanda de 1948 , que puso fin definitivamente a su tenue pertenencia a la Mancomunidad Británica de Naciones. En 1973, la República de Irlanda se unió a la Comunidad Europea.
Desde su fundación, el Estado Libre Irlandés se vio envuelto en una guerra civil entre los nacionalistas que apoyaban el tratado y los opositores que apoyaban a la república existente. El lado pro-tratado, organizado como Cumann na nGaedheal, salió victorioso del conflicto y ganó las elecciones posteriores. Formaron el gobierno del Estado hasta 1932, cuando entregaron pacíficamente el poder a la facción anti-Tratado en Fianna Fáil, quien los derrotó en unas elecciones. El Estado irlandés, a pesar de sus violentos comienzos, ha seguido siendo una democracia liberal durante toda su existencia. Los cambios en la década de 1930 eliminaron muchos de los vínculos con Reino Unido establecidos bajo el Tratado y la neutralidad de Irlanda en la Segunda Guerra Mundial demostró su independencia en asuntos de política exterior de Reino Unido.
En el ámbito económico, el Estado irlandés ha tenido un desempeño desigual. Tras la independencia, fue uno de los países más ricos de Europa por habitante. Sin embargo, también heredó del dominio británico los problemas de desempleo, emigración, desarrollo geográfico desigual y falta de una base industrial nativa. Durante gran parte de su historia, el Estado luchó por rectificar estos problemas. Se registraron picos particulares de emigración durante las décadas de 1930, 1950 y 1980, cuando la economía irlandesa registró un escaso crecimiento.
En la década de 1930, los gobiernos de Fianna Fáil intentaron crear industrias nacionales irlandesas utilizando subsidios y aranceles protectores. A fines de la década de 1950, estas políticas se abandonaron en favor del libre comercio con países seleccionados y el fomento de la inversión extranjera con impuestos bajos. Esto se amplió cuando Irlanda entró en la Comunidad Económica Europea en 1973. En las décadas de 1990 y 2000, Irlanda experimentó un auge económico conocido como el Tigre Celta, en el que el PIB del país superó a muchos de sus vecinos europeos. La inmigración también superó a la emigración, elevando la población del Estado a más de 4 millones. Sin embargo, desde 2008, Irlanda ha experimentado una grave crisis en el sector bancario y con la deuda soberana. La recesión económica resultante ha profundizado el efecto de la recesión mundial en Irlanda.
De 1937 a 1998, la constitución irlandesa incluyó un reclamo irredentista sobre Irlanda del Norte como parte del territorio nacional. Sin embargo, el Estado también se opuso y utilizó sus fuerzas de seguridad contra esos grupos armados, principalmente el Ejército Republicano Irlandés Provisional, que intentaron unir Irlanda por la fuerza. Esto ocurrió en la década de 1950 y también durante las décadas de 1970 y 1980 y ha continuado en una escala reducida. Mientras tanto, los gobiernos irlandeses intentaron negociar un acuerdo para el conflicto conocido como los Problemas dentro de Irlanda del Norte desde 1968 hasta finales de la década de 1990. El gobierno británico reconoció oficialmente el derecho del gobierno irlandés a ser parte de las negociaciones del Norte en el Acuerdo Anglo-Irlandés de 1985. En 1998, como parte del Acuerdo del Viernes Santo, la constitución irlandesa fue modificada por referéndum para eliminar el reclamo territorial de Irlanda del Norte y, en su lugar, extender el derecho de ciudadanía irlandesa a toda la gente de la isla si lo deseaba.

## Antecedentes de la independencia

### Separatismo, rebelión y partición
Desde la Unión en 1801 hasta el 6 de diciembre de 1922, toda Irlanda fue parte del Reino Unido de Gran Bretaña e Irlanda. Sin embargo, desde la década de 1880, había habido una agitación nacionalista de larga datación, por la autonomía o el autogobierno. Otras voces más radicales, como la Hermandad Republicana Irlandesa, pedían la independencia, pero eran minoría.
En 1912-1913, el gobierno liberal de Reino Unido propuso un proyecto de ley de autonomía. Los sindicalistas del norte, alarmados, organizaron los Voluntarios del Ulster, una milicia armada que se proponía resistir a la autonomía por la fuerza. Los nacionalistas en respuesta fundaron los Voluntarios Irlandeses. Como resultado de este enfrentamiento, la partición de Irlanda se propuso en conversaciones a tres bandas entre el Partido Parlamentario Irlandés, el Partido Unionista y el gobierno británico. En 1914, el Parlamento del Reino Unido promulgó un tercer proyecto de ley de autonomía de Irlanda, pero suspendió su efecto hasta después de la Primera Guerra Mundial.
El líder nacionalista John Redmond se comprometió a apoyar el esfuerzo de guerra británico y muchos irlandeses sirvieron en el ejército británico, pero la guerra y la frustración de las ambiciones nacionalistas con respecto a la autonomía condujeron a una radicalización del nacionalismo irlandés. En 1916, un grupo de activistas del IRB dentro de los Voluntarios Irlandeses lideró una insurrección dirigida a la independencia de Irlanda en Dublín, conocida como el Levantamiento de Pascua. La rebelión no tuvo apoyo popular y fue sofocada en una semana, pero la ejecución de sus líderes y el posterior arresto general de activistas nacionalistas radicales resultaron muy impopulares entre el público nacionalista. Inmediatamente después del Levantamiento, se hizo un nuevo intento en la Convención irlandesa para resolver el estancamiento de la autonomía, pero sin éxito. Finalmente, la propuesta británica de extender el servicio militar obligatorio para la guerra a Irlanda provocó una resistencia generalizada y desacreditó al Partido Parlamentario Irlandés que había apoyado el esfuerzo bélico británico.
Todos estos factores llevaron a un giro hacia el apoyo al Sinn Féin, el partido liderado por veteranos del Alzamiento de Pascua y que defendía una República de Irlanda independiente. En las elecciones generales irlandesas de 1918, el Sinn Féin ganó la gran mayoría de escaños, muchos de los cuales no fueron disputados. Los candidatos electos del Sinn Féin se negaron a asistir al Parlamento del Reino Unido en Westminster y, en cambio, se reunieron en Dublín como un nuevo parlamento revolucionario llamado "Dáil Éireann". Declararon la existencia de un nuevo Estado llamado "República de Irlanda" y establecieron un sistema de gobierno para rivalizar con las instituciones del Reino Unido.
La primera reunión del Dáil coincidió con un tiroteo no autorizado de dos hombres del RIC en Tipperary, ahora considerado como el estallido de la Guerra de Independencia de Irlanda. De 1919 a 1921, los Voluntarios Irlandeses (ahora rebautizado como Ejército Republicano Irlandés, IRA, siendo considerado por el Dáil como el ejército de la nueva República Irlandesa) participaron en una guerra de guerrillas contra el ejército británico, el RIC y las unidades de policía paramilitar conocidas como Black y bronceados y auxiliares. La violencia comenzó lentamente, con solo 19 muertes en 1919, pero aumentó drásticamente desde la segunda mitad de 1920 y solo en los primeros seis meses de 1921 hubo 1,000 muertes en todos los lados. El principal líder político del movimiento republicano fue Éamon de Valera, el presidente de la República. Sin embargo, pasó gran parte del conflicto en Estados Unidos, recaudando dinero y apoyando la causa irlandesa. En su ausencia, dos jóvenes, Michael Collins y Richard Mulcahy saltaron a la fama como líderes clandestinos del IRA, respectivamente Director de Inteligencia y jefe de Estado Mayor de la organización guerrillera.
Hubo varios intentos fallidos de negociar el fin del conflicto. En el verano de 1920, el gobierno británico propuso la Ley del Gobierno de Irlanda de 1920 (que se convirtió en ley el 3 de mayo de 1921) que preveía la partición de la isla de Irlanda en dos regiones autónomas Irlanda del Norte (seis condados del noreste) e Irlanda del Sur (el resto de la isla, incluido su condado más septentrional, Donegal). Sin embargo, esto no era aceptable para los republicanos del sur y solo la entidad de Irlanda del Norte se estableció bajo la Ley en 1921. La entidad política de Irlanda del Sur fue reemplazada en 1922 por la creación del Estado Libre Irlandés.
Después de nuevas conversaciones fallidas en diciembre de 1920, el conflicto guerrillero llegó a su fin en julio de 1921, con una tregua acordada entre el IRA y los británicos. A continuación, se iniciaron formalmente las conversaciones en favor de un acuerdo de paz.
Hasta cierto punto, la Guerra de Independencia expuso fisuras políticas y religiosas en la sociedad irlandesa. El IRA mató a más de 200 civiles como presuntos informantes del conflicto. Se ha alegado que grupos como protestantes y exmilitares estaban representados de manera desproporcionada en esta figura, un argumento disputado por otros historiadores. Sin embargo, ya sea debido a la violencia y la intimidación o debido a su lealtad a la presencia británica en Irlanda, entre 1911 y 1926 alrededor del 34 por ciento de la población protestante del Estado Libre, o alrededor de 40.000 personas, abandonó los 26 condados, principalmente hacia Irlanda del Norte o Reino Unido. Si bien hubo muchas razones para esto, la secesión del Reino Unido fue un factor en la emigración protestante.

### Tratado anglo-irlandés

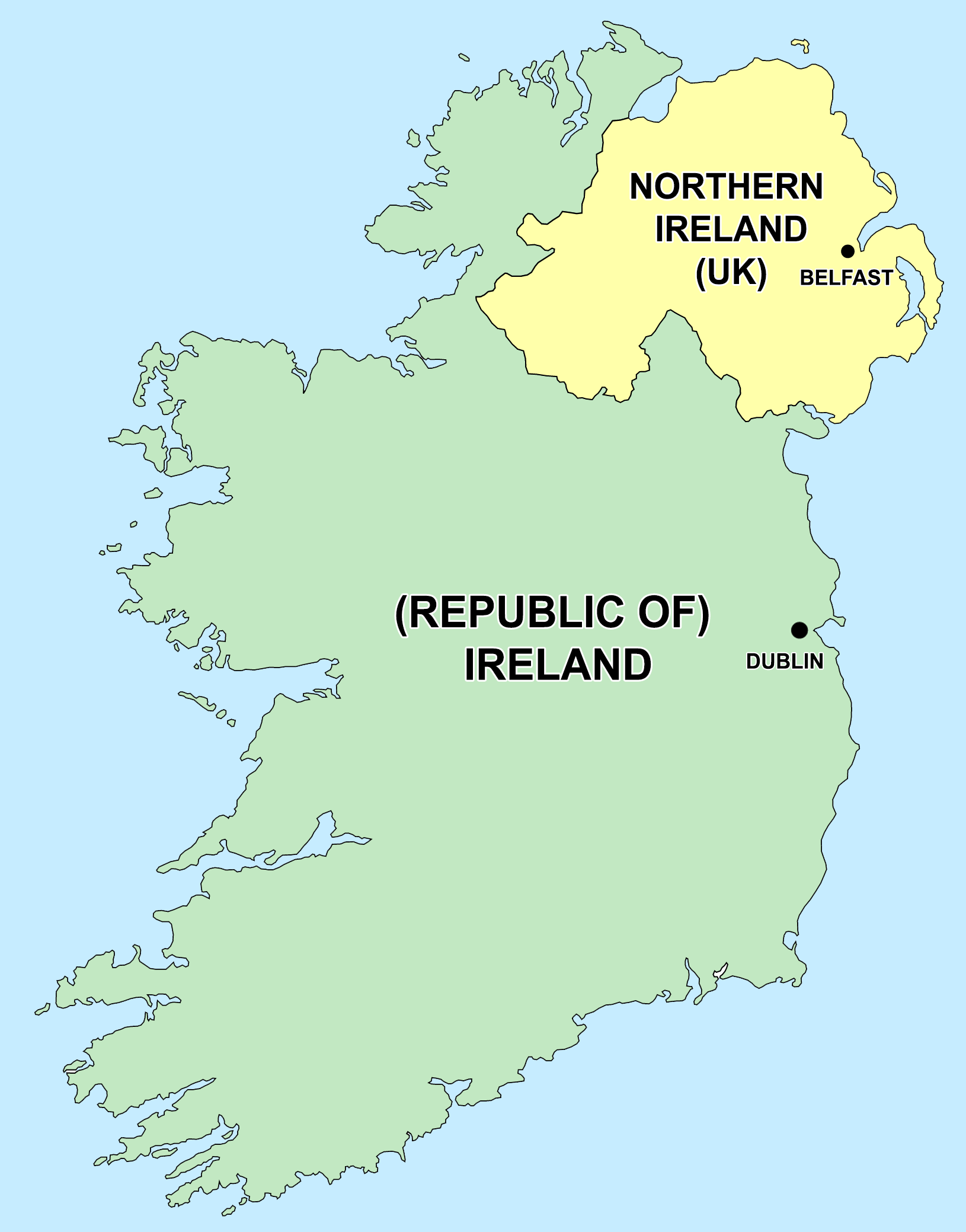
Mapa político de la isla de Irlanda actual que muestra Irlanda del Norte (parte del Reino Unido) e Irlanda.

Las negociaciones entre los equipos de negociación británicos e irlandeses produjeron el Tratado anglo-irlandés, concluido el 6 de diciembre de 1921. El equipo irlandés estaba dirigido por Michael Collins, que había organizado la inteligencia de la IRA durante la Guerra de Independencia. El equipo británico dirigido por David Lloyd George y Winston Churchill estaba dispuesto a hacer concesiones sobre la independencia de Irlanda, pero no concedió una república. Hacia el final de las negociaciones, Lloyd George amenazó con una "guerra inmediata y terrible" si los irlandeses no aceptaban los términos ofrecidos.
El tratado preveía un nuevo sistema de autogobierno irlandés, conocido como "Estado de dominio", con un nuevo Estado, que se denominaría Estado Libre Irlandés. El Estado Libre era considerablemente más independiente de lo que hubiera sido un parlamento autónomo. Tenía su propia policía y fuerzas armadas y control sobre su propia política fiscal y tributaria, ninguna de las cuales había sido contemplada en el marco del gobierno autónomo. Sin embargo, existían algunos límites a su soberanía. Siguió siendo un dominio de la Mancomunidad Británica de Naciones y los miembros de su parlamento tuvieron que jurar lealtad al monarca británico. Los británicos también conservaron tres bases navales, conocidas como los Puertos del Tratado, además, el Estado irlandés estaba obligado a respetar los contratos de la administración pública existente, con la excepción del Royal Irish Constabulary, que se disolvió, aunque con pensiones completas, pagaderas por el Estado irlandés.
También estaba la cuestión de la partición, que era anterior al tratado, pero que estaba sujeta por él. En teoría, Irlanda del Norte estaba incluida en los términos del tratado, pero en el Artículo 12 se le dio la opción de excluirse en un mes.  Así, durante tres días a partir de la medianoche del 6 de diciembre de 1922, el Estado Libre Irlandés recién establecido, en teoría incluía toda la isla de Irlanda (incluida Irlanda del Norte). Sin embargo, en la práctica, Irlanda del Norte ya era un área autónoma en funcionamiento en ese momento y abandonó formalmente el Estado Libre Irlandés el 8 de diciembre de 1922.
Como resultado de estos límites a la soberanía del Estado Libre, y porque el tratado desmanteló la república declarada por los nacionalistas en 1918, el movimiento Sinn Féin, el Dáil y el IRA estaban profundamente divididos sobre la aceptación del Tratado. Éamon de Valera, el presidente de la República fue el líder más destacado de los que rechazaron el Tratado. Entre otras cosas, objetó el hecho de que Collins y el equipo negociador lo hubieran firmado sin la autorización del Gabinete Dáil.

## Guerra civil
En una votación de 64 a 57, el Dáil aprobó por estrecho margen el Tratado anglo-irlandés el 7 de enero de 1922. [21] Éamon de Valera , presidente de la República y varios otros miembros del gabinete dimitieron en protesta.
Un vehículo blindado incomparable del Ejército Nacional en Passage West , agosto de 1922
El liderazgo pro-Tratado de Michael Collins y Arthur Griffith, organizado en un Gobierno Provisional, se propuso establecer el Estado Libre Irlandés creado por el Tratado. Con este fin, comenzaron a reclutar para un nuevo ejército, con base inicialmente en Beggars Bush Barracks en Dublín, compuesto por unidades pro-Tratado del IRA. También comenzaron a reclutar para una nueva policía, la Guardia Cívica, para reemplazar a la RIC que se disolvió en agosto de 1922 [22].
Sin embargo, la mayoría del IRA liderado por Rory O'Connor se opuso al Tratado, alegando que desestabilizó la república irlandesa, que argumentaron que habían jurado defender, y que impuso una declaración de fidelidad al monarca británico a los parlamentarios irlandeses. El IRA celebró una convención en marzo de 1922, en la que renunciaron a su lealtad al Dáil y la transfirieron a su propio Consejo de Ejército. [23] O'Connor en abril encabezó la ocupación por las fuerzas anti-Tratado de varios edificios públicos en Dublín, en particular los Cuatro Tribunales, centro del sistema legal irlandés. Éamon de Valera, aunque no estaba al mando del IRA anti-Tratado, también lideró la oposición política al Tratado en un nuevo partido llamado Cumann na Poblachta. [24]
Con dos fuerzas armadas irlandesas rivales ahora en el país, la guerra civil parecía probable a partir de la primavera de 1922. Tres eventos la desencadenaron. La primera fue la elección del 18 de junio de 1922, que ganó el partido pro-Tratado Sinn Féin, otorgando al Estado Libre un mandato popular. El segundo fue el asesinato por republicanos irlandeses en Londres de un general británico retirado Henry Hughes Wilson. Si bien no está claro quién ordenó el asesinato, el gobierno británico asumió que era el IRA anti-Tratado y ordenó a Collins que actuara contra ellos o se arriesgara a una intervención armada británica para hacerlo. El tercer detonante fue el secuestro por parte del IRA en los Cuatro Juzgados del Estado Libre, el general JJ "Ginger" O'Connell. Esta combinación de eventos obligó al gobierno de Collins a atacar y tomar posiciones anti-Tratado en Dublín, lo que logró después de una semana de lucha en julio de 1922. [25] [26] [27] Éamon de Valera declaró su apoyo al IRA anti-Tratado después del estallido de hostilidades.
Una nueva ofensiva militar aseguró el control del Estado Libre sobre los demás pueblos y ciudades importantes de su territorio a principios de agosto. A pesar de su derrota en la guerra abierta, el IRA se reagrupó y emprendió una campaña de guerrillas, según argumentaban, para restaurar la República de Irlanda. La guerra se prolongó en forma de guerrilla hasta abril de 1923. En agosto de 1922, el Estado Libre fue sacudido por la muerte de sus dos principales líderes. Michael Collins murió en una emboscada en Béal na Bláth, Cork, el 22 de agosto de 1922 y Arthur Griffith murió de un derrame cerebral una semana antes. WT Cosgrave asumió el control tanto del gabinete de la República de Irlanda como del Gobierno Provisional y ambas administraciones desaparecieron simultáneamente poco después, reemplazadas por las instituciones del Estado Libre Irlandés el 6 de diciembre de 1922.
La IRA anti-Tratado bajo Liam Lynch trató de usar las mismas tácticas de guerrilla contra el Estado Libre que usaron contra los británicos en 1919-1921. Sin embargo, sin el mismo grado de apoyo popular, fueron menos efectivos. A finales de 1922, el Ejército Nacional Irlandés había tomado todas las ciudades principales del país y había reducido la campaña del IRA a ataques a pequeña escala. Un gran número de combatientes contrarios al Tratado, unos 12.000 en total, fueron internados por el Estado Libre. Además, a medida que avanzaba la guerra se produjeron actos de gran crueldad en ambos bandos. El Estado Libre se embarcó en una política de ejecuciones selectivas: 77 prisioneros fueron fusilados judicialmente y más de 100 más asesinados "extraoficialmente" en el campo. Las fuerzas anti-Tratado asesinaron a un miembro del Parlamento pro-Tratado y varios otros políticos civiles, hirieron a más y quemaron sus casas. Sin embargo, las tácticas de internamiento y ejecuciones del Estado Libre se combinaron para paralizar a las fuerzas contrarias al Tratado en abril de 1923 [28].
La muerte en acción de Liam Lynch en este mes llevó a que el IRA anti-Tratado, bajo las órdenes de Frank Aiken y los impulsos del líder civil De Valera, pidiera un alto el fuego y "arrojar armas". Sin embargo, no hubo un final negociado para la guerra. [29]
La Guerra Civil entre los nacionalistas irlandeses creó una gran amargura y la división de la Guerra Civil también produjo los dos partidos principales de la Irlanda independiente en el siglo XX. El número de muertos aún no se ha contado con precisión, pero se considera que ronda los 2.000; al menos tan alto como el número de muertos en la anterior Guerra de Independencia.